# Ocean Warrior
Ocean Warrior è un pattugliatore d'altura antartico, nonché nave ammiraglia della Sea Shepherd Conservation Society.

## Storia
Costruito sulla base del progetto della classe di pattugliatori tipo Damen Stan 5009 "Sea Axe", e finanziato tramite i fondi raccolti con le lotterie nazionali dei codici postali olandese (Nationale Postcode Loterij), svedese (Svenska Postkodlotteriet) e britannica (People's Postcode Lottery) per il sovvenzionamento delle associazioni benefiche per un totale di 8,3 milioni di Euro, pari a 9,4 milioni di dollari USA, è stato personalizzato secondo le specifiche del committente. Il pattugliatore è stato impostato sugli scali dei cantieri navali del gruppo olandese Damen ad Adalia, Turchia, il 18 agosto 2015 mentre il nome, Ocean Warrior, è stato sorteggiato da una apposita giuria il 22 marzo 2016 dopo una competizione che ha visto oltre 1.400 proposte. Varato venerdì 1º luglio 2016, è entrato in servizio con la Sea Shepherd Conservation Society salpando per l'operazione Nemesis il 3 dicembre 2016 da Hobart, Australia, con l'obiettivo di pattugliare i santuari balenieri, proteggere a fauna ittica l'ambiente marino dell'Oceano Pacifico Meridionale e del Mar Glaciale Antartico contro le baleniere giapponesi e le navi bracconiere dedite alla pesca illegale di cetacei e specie marine protette.

## Navi gemelle
- Monte Sperone
- Monte Cimone